# Mertensophryne mocquardi
Mertensophryne mocquardi és una espècie d'amfibi que viu a Kenya.